# Pisith Pilika
Pisith Pilika (en camboyano: ពិសិដ្ឋ ពីលីកា) (Oak Eap Pili, 4 de febrero de 1965 – Nom Pen, 6 de julio de 1999), fue una bailarina y actriz camboyana. Apareció en cientos de películas y miles de vídeos de karaoke desde los años 80 hasta los 90 del siglo XX. Su carrera tuvo un final prematuro cuando fue asesinada a plena luz del día en el mercado O'Russey de Nom Pen. Aunque el crimen representó uno de los asesinatos más sonados en la historia reciente de Camboya, nunca se ha identificado ni arrestado a ningún sospechoso.

## Biografía
Piseth Pilika nació de Oak Harl y Meng Mony en la provincia de Svay Rieng. Su padre era un profesor de francés en la Universidad de Korokosol. Tenía dos hermanas, Divina y Daro; siendo ella la mayor.
Después de la muerte de sus padres a manos de los Jemeres Rojos, Pilika y sus hermanas fueron criadas por su tío. Cambiaron sus nombres a Sao Pili, Sao Divina y Sao Daro (respectivamente) en honor a su tío, Sao Piseth. Entre 1980 y 1988, se formó en danza cultural camboyana en la Escuela de Bellas Artes, con el apoyo de su tía, Meng Sonali, profesora en dicha escuela. Completó sus estudios en 1988 y continuó trabajando para la escuela como bailarina principal. 
Ganó popularidad y fue invitada a protagonizar la película Sromorl Anthakal (Sombra de las Tinieblas) de Wat Phnom Productions. En ese momento se había convertido en una figura muy conocida en Camboya. En 1989, cambió su nombre a Piseth Pilika.Actuó en varias películas y vídeos musicales con el actor Khai Praseth, con quien se casó en 1990 y tuvo un hijo en 1992. Pilika protagonizó más de 60 películas y apareció en numerosos anuncios. Actuó en Asia, Europa y Estados Unidos.
Trabajaba en el Ballet Real de Camboya y fue una de las tres supervivientes después de que el dictador Pol Pot ordenara el asesinato de todos los maestros. Comenzó a dar clases de danza ancestral tras la caída de los Jemeres Rojos. Tiempo después, fue obligada a ser la amante del primer ministro camboyano Hun Sen.

### Asesintato
El 6 de julio de 1999, Pilika recibió un disparo de un agresor no identificado mientras compraba en el mercado O'Russey de Nom Pen. En el tiroteo también resultó herida una sobrina de siete años. Pilika permaneció en estado crítico en una cama de hospital hasta el 13 de julio de 1999, cuando falleció. Su funeral atrajo a 10.000 personas, una de las ceremonias con mayor asistencia en la historia reciente de Camboya.
En octubre de 1999, tras el asesinato de Pilika, la revista francesa L'Express afirmó que el diario de la actriz relataba una historia de amor con el primer ministro camboyano Hun Sen, y señaló a Bun Rany, la esposa de Hun Sen, como responsable de organizar el tiroteo. La revista también afirmó que en su lecho de muerte la actriz había nombrado a Bun Rany a varias personas. Bun Rany anunció que presentaría cargos contra L'Express por difamación. La revista respondió diciendo que tenía pruebas adicionales que presentaría ante los tribunales si la amenaza de acción legal seguía adelante. La supuesta evidencia adicional incluía testigos, documentos, documentos comerciales y objetos personales de Hun Sen, que, según dijeron, probarían que el primer ministro estuvo involucrado en una aventura con Pilika y que su esposa la hizo matar por celos. El periodista de L'Express, Alain Louyot, afirmó que el diario había sido verificado mediante análisis de escritura y huellas dactilares. No se presentaron cargos contra L'Express.
El asesinato de Pilika sigue sin resolverse y no se ha identificado a ningún sospechoso. Kek Galabru, presidente de la Liga Camboyana para la Promoción y Defensa de los Derechos Humanos, calificó la falta de avances en el caso como un ejemplo más del problema de la impunidad en Camboya. En enero de 2003 se publicó Piseth Pilika: A True and Horrible Story, que contenía extractos de los supuestos diarios personales de la estrella asesinada, en los que detalla una historia de amor ilícita con un funcionario de alto rango y amenazas contra su vida por parte de la celosa esposa del funcionario. El libro se vendió bien hasta que agentes de policía uniformados y encubiertos lo sacaron de los estantes, lo que dio más credibilidad a un presunto encubrimiento.